# Afghaans honkbalteam

Vlag van Afghanistan.

Het Afghaans honkbalteam is het nationale honkbalteam van Afghanistan. Het team vertegenwoordigt Afghanistan tijdens internationale wedstrijden.
Het Afghaans honkbalteam hoort bij de Aziatische Honkbalfederatie (BFA). 